# WWE Stomping Grounds
Stomping Grounds – gala wrestlingu wyprodukowana przez federację WWE dla zawodników z brandów Raw, SmackDown i 205 Live. Odbyła się 23 czerwca 2019 w Tacoma Dome w Tacomie w stanie Waszyngton. Emisja była przeprowadzana na żywo za pośrednictwem WWE Network oraz w systemie pay-per-view. Była to gala, która jednorazowo zastąpiła Backlash.
Na gali odbyło się dziewięć walk, w tym jedna podczas pre-show. W walce wieczoru, Seth Rollins pokonał Barona Corbina w No Countout, No Disqualification matchu broniąc WWE Universal Championship z sędziną specjalną Lacey Evans. W innych ważnych walkach, Kofi Kingston pokonał Dolpha Zigglera w Steel Cage matchu broniąc WWE Championship, Ricochet pokonał Samoa Joe zdobywając United States Championship oraz Roman Reigns pokonał Drew McIntyre’a.

## Produkcja
Stomping Grounds oferowało walki profesjonalnego wrestlingu z udziałem wrestlerów należących do brandów Raw i SmackDown. Oskryptowane rywalizacje (storyline’y) kreowane są podczas cotygodniowych gal Raw i SmackDown Live. Wrestlerzy są przedstawieni jako heele (negatywni, źli zawodnicy i najczęściej wrogowie publiki) i face’owie (pozytywni, dobrzy i najczęściej ulubieńcy publiki), którzy rywalizują pomiędzy sobą w seriach walk mających budować napięcie. Kulminacją rywalizacji jest walka wrestlerska lub ich seria.

### Rywalizacje
Na Money in the Bank, Bayley wygrała Money in the Bank ladder match kobiet, a później tego wieczoru wykorzystała kontrakt na Charlotte Flair, aby wygrać SmackDown Women’s Championship. 4 czerwca na odcinku SmackDown, Flair zmierzyła się w Triple Threat matchu z Carmellą i Alexą Bliss z Raw, która pojawiła się dzięki zasadzie dzikiej karty, aby zdobyć rewanż z Bayley o tytuł na Stomping Grounds. Bliss jednak wygrała walkę, tym samym Bliss zdobyła walkę o tytuł.
Na WrestleManii 35, Roman Reigns pokonał Drew McIntyre’a. Reigns został następnie przeniesiony na SmackDown w Superstar Shake-up, podczas gdy McIntyre połączył siły z Shane’em McMahonem, ale przegrał kolejną walkę z Reignsem przez dyskwalifikację, gdy Reigns pojawił się na odcinku Raw z 6 maja dzięki zasadzie dzikiej karty. Na Super ShowDown, Shane pokonał Reignsa dzięki Claymore od McIntyre’a, podczas gdy sędzia był ubezwłasnowolniony. Następnie ogłoszono kolejną walkę pomiędzy Reignsem i McIntyre’em, która odbędzie się na Stomping Grounds.
Na Money in the Bank, Becky Lynch utrzymała tytuł Raw Women’s Championship przeciwko Lacey Evans, co z kolei spowodowało, że Lynch przegrała SmackDown Women’s Championship na rzecz Charlotte Flair tej samej nocy. Po kolejnych feudach na Raw, kolejna walka pomiędzy Lynch i Evans o Raw Women’s Championship została zaplanowana na Stomping Grounds.
Podczas obrony Universal Championship Setha Rollinsa przeciwko Baronowi Corbinowi na Super ShowDown, Corbin wdał się w kłótnię z sędzią Johnem Cone, co pozwoliło Rollinsowi wykonać roll-up na Corbinie, aby zachować tytuł. Po walce Corbin wykonał ruch End of Days na Rollinsie, a rewanż o tytuł został ogłoszony na Stomping Grounds. Na następnym odcinku Raw, Corbin ujawnił, że był w stanie przekonać WWE officials, aby pozwolili mu wybrać sędziego specjalnego na ich rewanż, ponieważ czuł, że to wina Cone’a dlaczego przegrał na Super ShowDown. Corbin zamierzał wybrać Eliasa, ale został zaatakowany przez Rollinsa, który poszedł w jego ślady i nadal atakował inne potencjalne wybory Corbina: EC3 i Erica Younga na Raw oraz The B-Team (Curtis Axel i Bo Dallas) na SmackDown. Decyzja Corbina w sprawie sędziego specjalnego pozostała nieznana przed Stomping Grounds.
Na Super ShowDown, Kofi Kingston pokonał Dolpha Zigglera i zachował WWE Championship dzięki ingerencji innego członka The New Day, Xaviera Woodsa. Po walce zirytowany Ziggler stwierdził, że pokonałby Kingstona, gdyby nie Woods, a następnie wyzwał Kingstona na walkę w stypulacji Steel cage match o tytuł na Stomping Grounds, a Kingston przyjął wyzwanie.
11 czerwca na odcinku SmackDown, The New Day (Big E, Kofi Kingston i Xavier Woods) pokonali Dolpha Zigglera, Kevina Owensa i Samiego Zayna, przy czym ten ostatni pojawił się na zasadzie dzikiej karty. Na następnym odcinku Raw, z dzikimi kartami The New Day pokonali Owensa (również pojawiającego się na zasadzie dzikiej karty), Zayna i Barona Corbina w Two-out-of-three falls matchu. Na Stomping Grounds zaplanowano Tag Team match pomiędzy Big E i Woodsem przeciwko Owensowi i Zaynowi.
11 czerwca na odcinku 205 Live, doszło do Fatal 4-Way matchu pomiędzy Drew Gulakiem, Humberto Carrillo, Oney Lorcanem i Akirą Tozawą, aby wyłonić pretendenta przeciwko Tony’emu Nese o WWE Cruiserweight Championship na Stomping Grounds Kickoff. Walka zakończyła się jednak zdobyciem podwójnego przypięcia zarówno przez Gulaka, jak i Tozawę. W następnym tygodniu, generalny menadżer 205 Live Drake Maverick zdecydował, że Nese będzie bronić tytułu przeciwko Gulakowi i Tozawie w Triple Threat matchu.
10 czerwca na odcinku Raw, United States Champion Samoa Joe był gościem w programie The Miza „Miz TV”, ale przerwali mu Braun Strowman, Bobby Lashley, Ricochet i Cesaro, z których każdy chciał rzucić wyzwanie Joemu na jego tytuł. W następnym tygodniu Fatal 5-Way elimination match pomiędzy Strowmanem, Lashleyem, Ricochetem, Cesaro i Mizem wyłonił pretendenta Joe do tytułu na Stomping Grounds, który wygrał Ricochet.
Po tym, jak SmackDown Tag Team Champions Daniel Bryan i Rowan skrytykowali dywizję Tag team SmackDown 28 maja na odcinku SmackDown, Heavy Machinery (Otis i Tucker) przerwało i wyzwało mistrzów do walki o tytuł, które zostało zaakceptowane, ale na później. 11 czerwca Bryan i Rowan mieli rozegrać walkę  o tytuł z kayfabe Yolo County Tag Team Champions, parą „lokalnych” wrestlerów z kartonowymi pasami. Heavy Machinery wyszli przed walką i oskarżyli Bryana i Rowana o unikanie wyzwania. Bryan powiedział, że Heavy Machinery musi skorzystać z okazji i zamiast tego zmierzą się z talentem wzmacniającym, którego Heavy Machinery szybko pokonało. Następnie ogłoszono, że Bryan i Rowan będą bronić SmackDown Tag Team Championship przeciwko Heavy Machinery na Stomping Grounds.

## Wyniki walk
| Nr                                                                   | Wyniki                                                                | Stypulacje                                                                                           | Czas  |
| -------------------------------------------------------------------- | --------------------------------------------------------------------- | --- | ----- |
| 1P                                                                   | Drew Gulak pokonał Tony’ego Nese (c) i Akirę Tozawę                   | Triple Threat match o WWE Cruiserweight Championship                                                 | 11:20 |
| 2                                                                    | Becky Lynch (c) pokonała Lacey Evans poprzez submission               | Singles match o WWE Raw Women’s Championship                                                         | 11:30 |
| 3                                                                    | Kevin Owens i Sami Zayn pokonali The New Day (Big E i Xaviera Woodsa) | Tag Team match                                                                                       | 11:05 |
| 4                                                                    | Ricochet pokonał Samoa Joe (c)                                        | Singles match o WWE United States Championship                                                       | 12:25 |
| 5                                                                    | Daniel Bryan i Rowan (c) pokonali Heavy Machinery (Otisa i Tuckera)   | Tag Team match o WWE SmackDown Tag Team Championship                                                 | 14:25 |
| 6                                                                    | Bayley (c) pokonała Alexę Bliss (z Nikki Cross)                       | Singles match o WWE SmackDown Women’s Championship                                                   | 10:35 |
| 7                                                                    | Roman Reigns pokonał Drew McIntyre’a (z Shane’em McMahonem)           | Singles match                                                                                        | 17:20 |
| 8                                                                    | Kofi Kingston (c) pokonał Dolpha Zigglera uciekając z klatki          | Steel Cage match o WWE Championship                                                                  | 20:00 |
| 9                                                                    | Seth Rollins (c) pokonał Barona Corbina                               | No Countout, No Disqualification match o WWE Universal Championship z sędzinią specjalną Lacey Evans | 18:25 |
| (c) – mistrz/mistrzyni przed walkąP – walka miała miejsce w pre-show |                                                                       | |       |